# 전체모임
집합론에서 전체모임(全體-, 영어: universal class)은 고려하고자 하는 모든 대상을 포함하는 모임이다. 전체(全體), 세계(世界, 영어: universe) 등으로도 일컫는다.
전체모임은 집합일 수도, 아닐 수도 있으며, 집합인 경우에는 전체집합(全體集合)이라고 한다.

## 초등 집합론에서
매우 직관적인 소박한 집합론(naive set theory)에서는 임의의 집합을 전체집합으로 지정할 수 있다. 이때, 전체집합 U의 부분집합 A에 대해, A에 포함되지 않는 U의 원소들의 집합을 A의 여집합으로 정의할 수 있다. 예를 들어 자연수 집합을 전체집합으로 놓았을 때, 그 부분집합인 홀수의 집합의 여집합은 짝수의 집합이다.

## 초구조로서의 전체모임
하나의 집합이 있을 때, 이를 이용해 다른 집합을 만들어내는 방법으로는 멱집합 연산과 데카르트 곱이 있다. 우리는 집합 X에 대해 그 멱집합 PX를 생각할 수 있고, X와 그 멱집합 PX의 데카르트 곱을 통해 X×PX를 얻을 수도 있다. 이와 같은 방법으로 X로부터 만들어질 수 있는 모든 집합들의 전체를 초구조(superstructure)라고 한다.
구체적으로, 집합 X 상의 초구조를 구조적 반복을 통해 다음과 같이 정의한다.
- S0X는 단순히 X로 놓는다.
- S1X는 X와 PX의 합집합이다.
- S2X는 S1X와 P(S1X)의 합집합이다.
- 일반적으로, Sn+1X는 SnX와 P(SnX)의 합집합이다.

이때 X의 초구조 SX는 위의 SiX들을 전부 합집합한 것이다:
{\displaystyle \mathbf {S} X:=\bigcup _{i=0}^{\infty }\mathbf {S} _{i}X{\mbox{.}}\!}
여기에서, 처음 시작한 집합 X가 무엇이든, 공집합 {}은 S1X에 포함될 것이다. 공집합은 폰 노이만 순서수 [0]이며, 앞의 경우와 마찬가지로 순서수 [1] = {[0]}은 S2X에 포함된다. 이와 같은 방식으로, 초구조는 모든 자연수(혹은 그에 대응되는 폰 노이만 순서수)를 포함하고 있음을 알 수 있다.
x와 y가 초구조에 포함된다면 순서쌍 (x,y) = {{x},{x,y}}도 포함된다. 따라서 초구조는 곱집합을 포함하며, 함수와 관계도 전부 포함하고 있다. (n짝은 [n]을 정의역으로 갖는 함수로 표시할 수 있다.)
따라서 처음에 X = {}으로 시작한다 해도 그 초구조는 수학을 전개하는 데 필요한 집합들을 상당히 많이 포함함을 알 수 있다. 그러나 S{}의 모든 원소는 유한 집합이며, 비록 모든 자연수가 S{}에 포함되지만 자연수 전부의 집합 N은 거기에 '원소로서' 포함되지 않음을 알 수 있다. (물론 N은 초구조에 '부분집합으로서' 포함된다.) 실제로 이 초구조 {\displaystyle V_{\omega }} (폰 노이만 전체의 {\displaystyle \omega }번째 부분 집합)는 계승적 유한 집합들로 이루어져 있으며, 이를 '유한주의 수학의 전체'라고 부를 수 있다. 시대적으로는 맞지 않지만, 레오폴트 크로네커(각 자연수의 존재를 믿은 반면 자연수 집합 N의 존재는 믿지 않은 19세기의 유한주의자)의 세계는 바로 이 전체였을 지도 모른다.

## 같이 보기
- 논의 영역
- 그로텐디크 전체
- 자유 대상
- 공간#수학